# Carl Aaskov
Carl Aaskov (født 13. maj 1937) var borgmester i Holsted Kommune i perioden 1995-2007  Han ejede derudover også "Brødrene Aaskov" i Holsted.
Hans politiske karriere startede i 1980'er da han blev byrådmedlem i Holsted.